# Liste de ponts de Taïwan
Cette liste de ponts de Taïwan a pour vocation de présenter une liste de ponts remarquables de Taïwan, tant par leurs caractéristiques dimensionnelles, que par leur intérêt architectural ou historique.

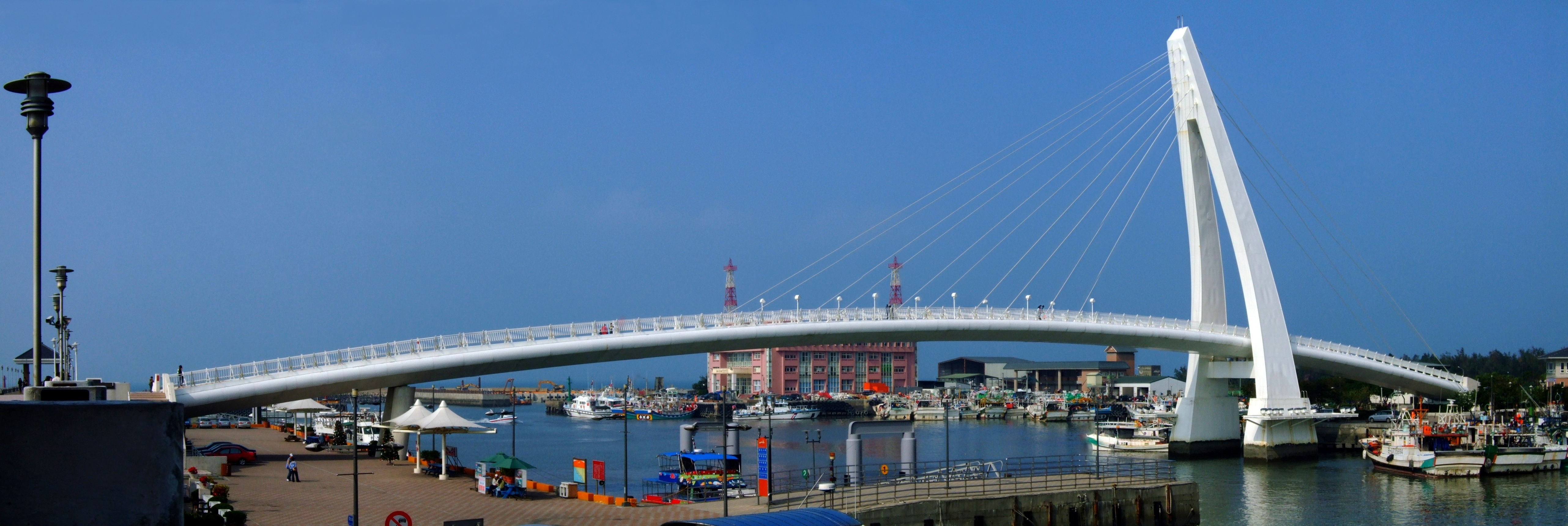
Le pont des Amoureux.

La catégorie lien donne la classification de l'ouvrage parmi ceux présentés et propose un lien vers la fiche technique du pont sur le site Structurae, base de données et galerie internationale d'ouvrages d'art. La liste peut être triée selon les différentes entrées du tableau pour voir ainsi les ponts en arc ou les ouvrages les plus récents par exemple.
Les colonnes portée et longueur, exprimées en mètres indiquent respectivement la distance entre les pylônes de la travée principale et la longueur totale de l'ouvrage, viaducs d'accès compris.

## Ponts présentant un intérêt historique ou architectural
|  |   | Nom                    | Chinois  | Distinction                        | Long. | Type                                                    | Voie portée Voie franchie | Date | Localisation                                | Comté          | Ref.    |
|  | - | ---------------------- | -------- | ---------------------------------- | ----- | ------------------------------------------------------- | ------------------------- | ---- | ------------------------------------------- | -------------- | ------- |
|  | 1 | Pont cassé de Longteng |          | Monument classé Id : KA09602001112 |       | Maçonnerie                                              |                           | 1907 | Sanyi 24° 21′ 30,3″ N, 120° 46′ 26″ E       | Miaoli         | [ B 1 ] |
|  | 2 | Pont suspendu de Bitan | 碧潭吊橋 | Monument classé Id : FA10208000019 |       | Suspendu Acier                                          | Passerelle                | 1937 | Xindian 24° 57′ 22,7″ N, 121° 32′ 09,2″ E   | Nouveau Taipei | [ B 2 ] |
|  | 3 | Pont Sansiantai        | 三仙台   |                                    |       | Arc Acier, tablier porté                                | Passerelle                | 1987 | Chenggong 23° 07′ 25,1″ N, 121° 24′ 45,5″ E | Taitung        |         |
|  | 4 | Lover Bridge           | 情人橋   |                                    | 196   | Haubané Monopylône, tablier caisson acier, pylône acier | Tamsui Fisherman's Wharf  | 2003 | Tamsui 25° 10′ 59″ N, 121° 24′ 39″ E        | Nouveau Taipei |         |
|  | 5 | Pont de Pudu           | 普渡橋   |                                    | 88    | Suspendu Acier                                          | Passerelle Liwu           | 2003 | Xiulin 24° 10′ 54″ N, 121° 29′ 45,8″ E      | Hualien        |         |

## Grands ponts
Ce tableau présente les ouvrages ayant des portées supérieures à 100 mètres ou une longueur totale de plus de 3 000 mètres (liste non exhaustive).
|  |    | Nom                    | Chinois      | Portée   | Long. | Type                                                                                          | Voie portée Voie franchie        | Date | Localisation                                                                | Comté                 | Ref.  |
|  | -- | ---------------------- | ------------ | -------- | ----- | --------------------------------------------------------------------------------------------- | -------------------------------- | ---- | --------------------------------------------------------------------------- | --------------------- | ----- |
|  | 1  | Pont Kao-Ping Hsi      | 斜張橋       | 330      | 2617  | Haubané Monopylône, caisson acier (travée principale) et béton (travée de rive), pylône béton | National highway 3 Gaoping River | 2000 | Pingtung 22° 45′ 57,2″ N, 120° 26′ 58,5″ E                                  | Pingtung              | [ 1 ] |
|  | 2  | Second pont MacArthur  | 麥帥二橋     | 210      |       | Arc Acier, tablier suspendu Pont bow-string                                                   | Keelung                          | 1996 | District de Songshan 25° 03′ 22,1″ N, 121° 34′ 17,7″ E                      | Taipei                |       |
|  | 3  | Pont Chong Yang        | 重陽大橋     | 200      | 905   | Haubané                                                                                       | Tamsui                           | 1991 | District de Shilin - Sanchong 25° 05′ 06,3″ N, 121° 30′ 09,1″ E             | Taipei Nouveau Taipei |       |
|  | 4  | Nouveau pont de Taipei | 新北大橋     | 200      | 1100  | Haubané Monopylône, tablier caisson acier, pylône béton                                       | Xinbeihuanhe Expy                | 2010 | Sanchong 25° 02′ 49,4″ N, 121° 29′ 01,4″ E                                  | Nouveau Taipei        |       |
|  | 5  | Pont de Shezi          | 社子大橋     | 180      | 630   | Haubané Monopylône, tablier caisson acier, pylône incliné acier                               | Keelung                          | 2013 | District de Shilin - District de Beitou 25° 06′ 42,2″ N, 121° 29′ 45,2″ E   | Taipei                |       |
|  | 6  | Pont de Xindong        | 新東大橋     | 175      | 328   | Haubané Tablier caisson acier, pylônes acier                                                  |                                  | 1999 | Miaoli 24° 32′ 45″ N, 120° 49′ 48,3″ E                                      | Miaoli                | [ 2 ] |
|  | 7  | Pont de Dazhi          | 大直橋       | 172      | 823   | Haubané                                                                                       | Keelung                          | 2002 | District de Zhongshan 25° 04′ 35″ N, 121° 32′ 39,7″ E                       | Taipei                |       |
|  | 8  | Pont MacArthur         | 麥帥橋       | 170      |       | Arc Acier, tablier suspendu Pont bow-string                                                   | Huandong Boulevard Keelung       | 1964 | District de Songshan 25° 03′ 08,3″ N, 121° 34′ 20,9″ E                      | Taipei                | [ 3 ] |
|  | 9  | Kuan Du Bridge         | 关渡大桥     | 165      | 539   | Arc Acier, tablier intermédiaire Pont bow-string 44+143+165+143+44                            | Tamsui                           | 1983 | Bali - Tamsui 25° 07′ 31,6″ N, 121° 27′ 26,4″ E                             | Nouveau Taipei        |       |
|  | 10 | Pont de Can-jin        | 崁津大橋     | 165      | 776   | Arc Acier, tablier suspendu Pont bow-string                                                   | Provincial Highway 4 Dahan Creek | 2002 | Dasi 24° 52′ 28,7″ N, 121° 16′ 43,7″ E                                      | Taoyuan               |       |
|  | 11 | Pont de Pitan          |              | 160      | 814   | Arc Béton, tablier porté                                                                      |                                  | 1996 | Xindian 24° 57′ 30,9″ N, 121° 32′ 08,9″ E                                   | Taipei                |       |
|  | 12 | Pont de Donggang Jinde | 東港進德大橋 | 155      | 440   | Arc Acier, tablier suspendu Pont bow-string                                                   | Donggang                         | 2002 | Donggang 22° 28′ 14″ N, 120° 26′ 45,9″ E                                    | Pingtung              |       |
|  | 13 | Pont de Jingshan       |              | 152      | 240   | Poutre-caisson Béton précontraint                                                             |                                  | 1984 | Zhuolan - Dahu 24° 20′ 33,7″ N, 120° 49′ 36,8″ E                            | Miaoli                | [ 4 ] |
|  | 14 | Taroko Gate Bridge     | 太魯閣大橋   | 150      | 1208  | Arc Acier, tablier suspendu Pont bow-string                                                   | Suhua Road 9 Liwu                | 2002 | Xiulin 24° 08′ 39,9″ N, 121° 38′ 38,6″ E                                    | Hualien               |       |
|  | 15 | Pont de Lizejian       |              | 148      | 148   | Arc Acier, tablier suspendu Pont bow-string                                                   | Dongshan                         | 1992 | Dongshan - Wujie 24° 40′ 10,8″ N, 121° 48′ 50,3″ E                          | Yilan                 |       |
|  | 16 | Pont de Nanfangao      | 南方澳大橋   | 140      | 897   | Arc Acier, tablier suspendu Pont bow-string                                                   | Kuagang Road                     | 1999 | Su'ao 24° 35′ 09,2″ N, 121° 52′ 10″ E                                       | Yilan                 | [ 5 ] |
|  | 17 | Pont de Guangfu        | 光復橋       | 134 (x2) |       | Haubané Tablier poutres béton, 3 pylônes béton 67+134+134+67                                  | Route 114 Xindian Creek          | 1977 | District de Wanhua - Banqiao 25° 01′ 24,6″ N, 121° 29′ 19,1″ E              | Taipei Nouveau Taipei |       |
|  | 18 | Pont de Hua Zong       | 華宗橋       | 127      |       | Arc Acier, tablier suspendu Pont bow-string                                                   | Xinyi Road Jiang Jun             |      | District de Jiangjun - District de Xuejia 23° 13′ 31,7″ N, 120° 10′ 25,9″ E | Tainan                | ,     |
|  | 19 | Pont Ma-Tsu            | 北港妈祖大桥 | 125 (x2) | 1255  | Extradossé Monopylône, tablier caisson béton, pylône béton                                    | Beigang                          | 2008 | Beigang - Liujiao 23° 33′ 57,1″ N, 120° 17′ 30″ E                           | Yunlin Chiayi         | [ 8 ] |